# Alfred de Tarde
Alfred Tarde (Sarlat-la-Canéda, 20 aprile 1880 – La Roque-Gageac, 3 aprile 1925) è stato uno scrittore, economista e giornalista francese.

## Profilo
Jean Bertrand Alfred de Tarde, è nato il 20 aprile 1880 a Sarlat-la-Canéda e morto il 3 aprile 1925 a La Roque-Gageac. È stato uno scrittore, economista e giornalista francese, figlio del sociologo Gabriel Tarde e fratello di Paul de Tarde e Guillaume de Tarde.
È noto soprattutto per la pubblicazione di due inchieste condotte assieme a Henri Massis (1886-1970) con lo pseudonimo di "Agathon": L'Esprit de la nouvelle Sorbonne (1911) e Les Jeunes Gens d'aujourd'hui (1913). Quest'ultima opera ha l'originalità di fare ricorso al metodo del sondaggio per tentare di stabilire le cause del declino della cultura classica così come viene constatato dagli autori. È parimenti in quest'ottica reazionaria che essi si interrogano sulla giovane generazione dell'anteguerra in cui si osservano, secondo "Agathon", un rinnovamento del patriottismo, del sentimento religioso, e un certo gusto per l'azione.
Queste inchieste si richiamano al patronage di Charles Maurras e a L'Action française e si inscrivono nel clima delle tensioni che fecero seguito all'affaire Dreyfus, che vede nascere una recrudescenza del nazionalismo e un'insoddisfazione a fronte delle misure di laicizzazione dello Stato.